# Force India VJM08
De Force India VJM08 is een Formule 1-auto, die in 2015 wordt gebruikt door het Formule 1-team van Force India.

## Onthulling
Op 21 januari 2015 werd de livery van de auto, overgespoten op een vorige auto van het team, gepresenteerd in het Museo Soumaya in Mexico-Stad. Het team heeft bekendgemaakt dat de nieuwe auto niet aanwezig zal zijn tijdens de eerste test op het Circuito Permanente de Jerez, maar dat het haar auto van 2014 gebruikt. De auto wordt bestuurd door Sergio Pérez en Nico Hülkenberg.
Ferrari SF15-T ·
Force India VJM08 ·
Lotus E23 Hybrid ·
Marussia MR03B ·
McLaren MP4-30 ·
Mercedes F1 W06 Hybrid ·
Red Bull RB11 ·
Sauber C34 ·
Toro Rosso STR10 ·
Williams FW37